# فوسفيد الألومنيوم
فوسفيد الألومنيوم هو مركب كيميائي له الصيغة AlP، ويكون على شكل مسحوق بلوري له لون رمادي مسود.

## الخواص
- يمتاز فوسفيد الألمنيوم بثباتيه الحرارية العالية، حيث أنه يتفكك بالتسخين فوق 1000°س إلى أكسيد الألومنيوم وفوسفات الألومنيوم.
- يتفاعل مع كل من الماء، الحموض، والقلويات ليشكل الفوسفين وهيدروكسيد الألمنيوم

## التحضير
يحضر فوسفيد الألومنيوم من تسخين مسحوق معدن الألمنيوم والفوسفور الأحمر إلى حوالي 400°س.

## الاستخدامات
- يستخدم فوسفيد الألومنيوم مخبرياً لتحضير الفوسفين الذي يمتاز بـسميته
- يستخدم كـمبيد حشري ومبيد للقوارض.

## السلامة
يجب أخذ الحذر بالتعامل معه وذلك لتحريره غاز الفوسفين السام.
حصلت عدة حالات وفاة نتيجة استخدامه كمبيد حشري.